# Ewald Frank
Ewald Frank (24 de diciembre de 1933 – 8 de junio de 2024) fue un predicador alemán, fundador y director del centro, Freie Volksmission (Misión del Pueblo Libre), una iglesia libre en Krefeld.

## Biografía
Ewald Frank nació en 1933 en la región de Danzig. Vivió en Alemania Occidental después del final de la Segunda Guerra Mundial. Hasta 1955, se dedicó al estudio personal de la Biblia. Después de grandes demostraciones por parte del predicador estadounidense William Marrion Branham y otros en Karlsruhe, se formó un pequeño círculo de seguidores en Krefeld, del cual Frank se convirtió en el líder. De 1956 a 1959, permaneció en los Estados Unidos y Canadá.
El comienzo de la Freie Volksmission se remonta a la víspera de Año Nuevo de 1959, cuando Frank invitó a 14 personas a una reunión en su apartamento privado en Krefeld. Al final de esta reunión, las personas reunidas formaron un grupo más cercano que se convirtió en la semilla de la futura iglesia.
En 1962, según sus propias palabras, Frank escuchó "la voz del Señor". Desde entonces, se sintió llamado al "servicio espiritual". Inicialmente estuvo activo en iglesias pentecostales, pero desde la muerte de Branham, se consideró a sí mismo como continuador de su mensaje de los últimos tiempos.
Frank murió el 8 de junio de 2024, a la edad de 90 años siguiente malestar enterrado en el cementerio de Oppum el 17 de junio de 2024.

## Fundación de la congregación religiosa
Ewald Frank alquiló una pequeña sala en Krefeld y comenzó su trabajo misionero popular. En 1964, la Freie Volksmission Krefeld, fundada por Frank, fue reconocida como una asociación de beneficio público. Entonces tenía 250 miembros. En el mismo año, Frank viajó a la India por primera vez para predicar y compartir su fe. En octubre de 2014, partió para su 25ª misión a la India.
Frank emprendió numerosos viajes misioneros. En 2001, su iglesia tenía aproximadamente 3000 miembros. Además de una iglesia con capacidad para 550 asientos, la imprenta y editorial de la misión se encuentra en la sede en Krefeld. La Freie Volksmission tiene empleados a tiempo completo en 2014 y se financia principalmente con donaciones. Los miembros de la parroquia no están registrados en ningún lugar. Según la Agencia Idea, alrededor de 300 personas participan en el culto. Los servicios del 50º aniversario atrajeron a 1200 invitados el 5 y 6 de abril de 2014.

## Teología
El objetivo de Frank para la Freie Volksmission era el "retorno completo a la enseñanza y práctica de la iglesia primitiva en la época de los apóstoles". La iglesia rechaza el Credo de Nicea y la Trinidad, que unen a las principales iglesias cristianas. Practica el "bautismo por un creyente" y sugiere que los seguidores abandonen sus antiguas comunidades religiosas.
Frank fue un seguidor del controvertido predicador William Marrion Branham y abogó por su doctrina particular en discurso y escritura. Se presumía que era el sucesor espiritual de Paul Schäfer el exlíder de la secta Colonia Dignidad en Chile, cual Frank no fue; habìa sucedido siguiendo una invitaciòn para predicar  según la Westdeutsche Zeitung el 21 de diciembre de 2011, citando una declaración del tribunal regional de Düsseldorf, pero la Freie Volksmission se distanció de Colonia Dignidad.

## Publicaciones
- Das Konzil Gottes. Rathmann, Marburg 1964, 98 p.
- William Branham, ein Prophet von Gott gesandt. Krefeld o. J. (después de 1969), 20 p.
- Das traditionelle Christentum – Wahrheit oder Täuschung? Freie Volksmission, Krefeld 1992, 181 p.
- Die Offenbarung: ein Buch mit 7 Siegeln? Freie Volksmission, Krefeld 1994, 198 p.
- Was sagt die Heilige Schrift? Die christlichen Grundlehren auf dem Prüfstand. QuickPrinter, Overath 2006, 301 p.